# Kaffemik
Kaffemik er egentlig et dansk ord for en traditionel grønlandsk selskabelighed, en slags åbent hus, hvor gæsterne hygger sig sammen. Ofte i op til 3-4 timer. På grønlandsk bruger man ordet  kaffillerneq, som direkte oversat betyder at fejre noget med kaffe. Traditionelt er gæsten der kun, så længe det varer at drikke to kopper kaffe. Derefter gør man plads til nye gæster.
Kaffemik holdes til højtider, fødselsdage, barnedåb, når en dreng skyder sin første sæl osv.
I Danmark er der tradition for at holde julefrokost 1. eller 2. juledag.  Det vinder også så småt indpas i Grønland, men det er kaffemikkerne, der er de vigtigste. 
Flere grønlandske turistbureauer tilbyder også deltagelse i en kaffemik, ligesom turister også kan blive inviteret med.